# صحف بديلة
الصحف البديلة هي نوع من الصحف التي تتجنب التغطية الشاملة للأخبار العامة.
```
تهدف الصحف البديلة لتقديم تقارير بأسلوب حديث ومقالات نقدية وكاتب عمود|أعمدة رأي واستبدال صحافة استقصائية|التحقيقات بموضوعات حادة وقصص تتميز بأسلوب المجلات التي تسلط الضوء على الأشخاص المحليين والثقافة المحلية.
```

تركز الصحف البديلة في تغطيتها الإخبارية بشكل أكبر على الأخبار المحلية، كما أن جمهورها المستهدف أصغر سنًا من جمهور الصحف اليومية. وتصدر الصحف البديلة عادةً في شكل موجز (شكل صحيفة) موجز وتُطبع على ورق صحف. من ضمن التسميات الأخرى التي تطلق على هذه المطبوعات، الصحف البديلة الأسبوعية، والأخبار البديلة الأسبوعية، والصحف الأسبوعية، حيث تنشر غالبيتها بصورة أسبوعية.
تمثل غالبية التجمعات الحضرية في الولايات المتحدة وكندا مركزًا لصحيفة بديلة واحدة على الأقل. وتوجد هذه الصحف بشكل عام في المناطق منطقة حضرية (الحضرية)، ذلك بالرغم من إصدار القليل منها في المدن الصغيرة أو المناطق الريفية أو المناطق بلدة تابعة التابعة للضواحي الخارجية؛ حيث يمكن الإشارة إليها باسم الصحف البديلة الشهرية نظرًا لأن جدول النشر أقل تواترًا.

## المحتوى

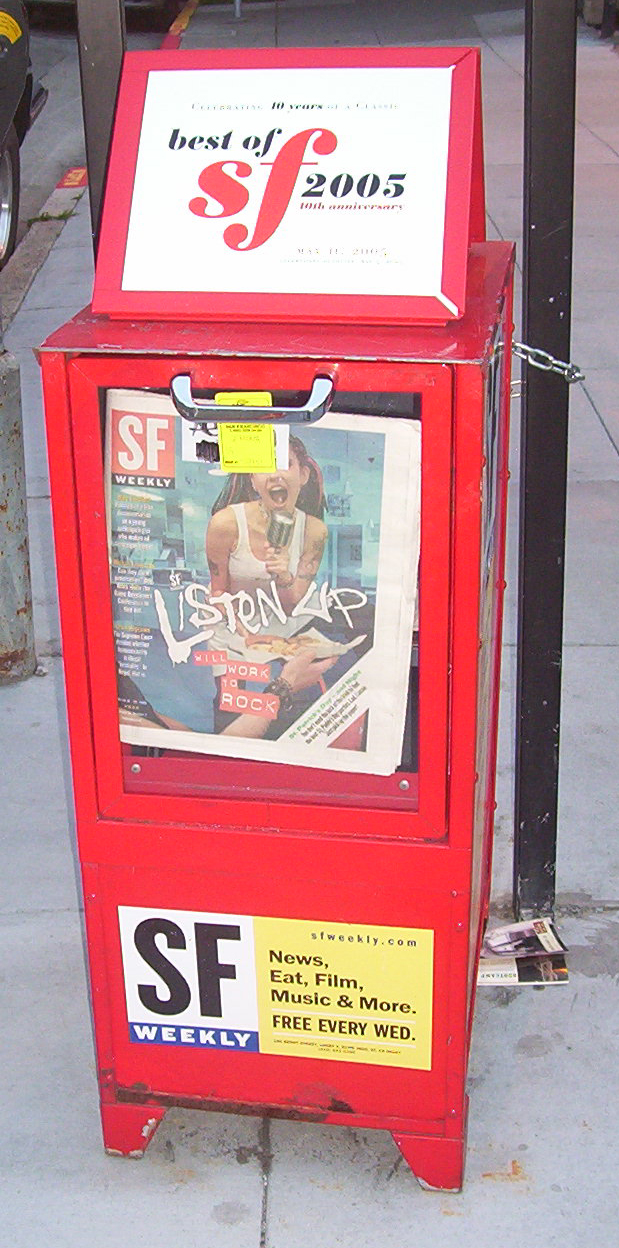
صندوق صحيفة إس إف الأسبوعية (SF Weekly) بشارع سانسوم في سان فرانسيسكو

عادةً ما تدار الصحف البديلة في ظل نموذج عمل مختلف عن الصحف اليومية. وتتميز معظم الصحف البديلة، مثل صحيفة ذا سترينجر(The Stranger) وهيوستن بريس (Houston Press) وسان فرانسيسكو باي جارديان (San Francisco Bay Guardian) وذا فيلادج فويس (The Village Voice) ونيويورك بريس (New York Press) وإل إيه ويكلي (LA Weekly) وبوسطن فونيكس (Boston Phoenix) وبي سي إن ميس (BCN Mes) ولونج آيلاند بريس (Long Island Press) بأنها مجانية وتحصل على التمويل من خلال بيع المساحات الإعلانية. وكثيرًا ما تتضمن أيضًا إعلانات خاصة بالبالغين، مثل مكتبات البالغين ونوادي التعري، والتي هي ممنوعة في العديد من الصحف اليومية السائدة. وغالبًا ما تشمل أقسامًا كاملة للإعلانات الإعلانات المبوبة والشخصية، وكذلك قوائم بالفعاليات.
تصدر العديد من الصحف البديلة «أفضل» وهو عدد سنوي يحدد الشركات التي صوت القراء بأنها الأفضل من نوعها في المجال. وكثيرًا ما توزع هذه الصحف شهادات تعلقها الشركات على جدرانها أو نوافذها. وهذا يزيد من توطيد ارتباط الصحف بالشركات المحلية.
تمثل الصحف البديلة ثورة الصحافة السرية المرتبطة بـالثقافة المضادة في فترة الستينيات من القرن العشرين، ولكنها تتسم بالمزيد من الطابع التجاري والإعلام السائد. ولا زالت تركز على الفنون والتسلية والتحقيقات الصحفية الاجتماعية والسياسية. وتميل وظائف التحرير في الصحف الأسبوعية البديلة في الغالب إلى التيار اليساري، بالرغم من وجود صحف أسبوعية بديلة معتمدة على سياسة محافظة وأخرى ليبرالية. وتتباين أساليبها للغاية، فبعضها يستخدم أسلوبًا تهكميًا وساخرًا، بينما ينتهج آخرون أسلوبًا مباشرًا بدرجة أكبر في تقديم التقارير.
تتضمن الأعمدة اتحاد طباعة،التي تنشر في صحف عديدة بديلة بشكل مشترك «معلومات مباشرة (The Straight Dope)» و«سافاج والحب (Savage Love)» بقلم دان سافاج و«علم فلك الإرادة الحرة (Astrology)» بقلم روب بريسزني والكلمات المتقاطعة لـبن توسيج و«المحبرة (Ink Well)». كذلك، المجلات الهزلية غير التقليدية، مثل الحياة في الجحيم (Life in Hell) لـمات غرينينغ وإيرني بوك كوميك (Ernie Pook's Comeek) لـليندا باري وتوم الحشرة الراقصة (Tom the Dancing Bug) لـروبين بولينغ وكاريكاتير التحرير|الرسوم الكاريكاتورية السياسية لـتيد رال جميعها مشهورة.
وتعد صحيفة ذا فيلادج فويس، مقرها في مدينة نيويورك، واحدة من أول وأشهر الأمثلة على هذا النوع من الصحف البديلة.
جمعية الصحف الأسبوعية البديلة (Association of Alternative Newsweeklies) هي الجمعية التجارية المعنية بالصحف الأسبوعية البديلة. وتمثل شبكة الصحف الأسبوعية البديلة (Alternative Weekly Network) ومؤسسة روكستون جروب (Ruxton Group) وكيلي مبيعات الإعلانات المحلية للصحف الأسبوعية البديلة.

## السلاسل والاندماجات
تتميز بعض الصحف البديلة بأنها مستقلة. ومع ذلك، نظرًا لزيادة تركز ملكية وسائل الإعلام جزئيًا، فقد تم شراء العديد من وسائل الإعلام أو افتتاحها من قِبل المؤسسات الإعلامية. شركة تريبيون (Tribune Company)، هي شركة يبلغ رأسمالها مليارات الدولارات وتمتلك جريدة شيكاغو تريبيون (Chicago Tribune) وأربع صحف أسبوعية بديلة في نيو إنجلاند، منها هاتفورد أدفوكيت (Hartford Advocate) ونيو هافين أدفوكيت (New Haven Advocate).
كريتيف لوفينج (Creative Loafing)، كانت في الأساس مجرد صحيفة أسبوعية بديلة مقرها في أتلانتا، وقد أصبحت مؤسسة كريتيف لوفينج التي تمتلك صحفًا في ثلاث مدن في جنوب الولايات المتحدة، بالإضافة إلى صحيفة شيكاغو ريدر (Chicago Reader) وواشنطن سيتي بيبر (Washington City Paper).
اندمجت مؤسسة فيلادج فويس ميديا (Village Voice Media) ونيو تايمز ميديا (New Times Media) في عام 2006؛ حيث كانتا من قبل أكبر سلسلتين صحفيتين.
تضمنت مؤسسة فيلادج فويس ميديا قبل الدمج، وهي تطور لمؤسسة فيلادج فويس في مدينة نيويورك، إل إيه ويكلي وأوه سي ويكلي (OC Weekly) وسياتل ويكلي (Seattle Weekly) وسيتي بيدجز|مينيابوليس سيتي بيدجز (Minneapolis City Pages) وناشفيل سين (Nashville Scene).
تضمنت مؤسسة نيو تايمز ميديا في وقت الدمج صحف كليفلاند سين (Cleveland Scene) ودالاس أوبزيرفر (Dallas Observer) وويست ورد (Westword) وإيست باي إكسبريس (East Bay Express) ونيو تايمز بروارد بالم بيتش (New Times Broward-Palm Beach) وهيوستن بريس (Houston Press) وذا بيتش (صحيفة)|ذا بيتش (The Pitch) وميامي نيو تايمز (Miami New Times) وفونيكس نيو تايمز (Phoenix New Times) وإس إف ويكلي وريفر فرونت تايمز (Riverfront Times).
في عام 2003، عقدت الشركتان اتفاقية عدم المنافسة التي تقضي بعدم إصدارهما صحفًا في نفس السوق. ونتيجة لذلك، ألغت مؤسسة نيو تايمز ميديا إصدار صحيفة نيو تايمز إل إيه (New Times LA) المنافسة لـإل إيه ويكلي التي تصدر عن مؤسسة فيلادج فويس ميديا وأوقفت المؤسسة نفسها نشر صحيفة كليفلاند فري تايمز (Cleveland Free Times) المنافسة لصحيفة كليفلاند سين التي تصدر عن مؤسسة نيو تايمز ميديا. وفتحت وزارة العدل الأمريكية تحقيق مكافحة الاحتكار حول الاتفاقية. وتمت تسوية القضية خارج المحكمة مع اتفاق الشركتين على إتاحة أصول نشر وأسماء صحفهم المتوقفة النشاط للمنافسين المحتملين. واستأنفت صحيفة كليفلاند فري تايمز النشر في عام 2003 في ظل مجموعة النشر «شركة كيلديسارت ذات المسؤولية المحدودة» (Kildysart LLC).
في 24 أكتوبر 2005، أعلنت مؤسسة نيو تايمز ميديا عقد صفقة للاستيلاء على مؤسسة فيلادج فويس ميديا، وأنشأت سلسلة مكونة من 17 صحيفة أسبوعية مجانية في أرجاء البلاد مع توزيع مشترك يبلغ 1.8 مليون نسخة والتحكم في ربع التوزيع الأسبوعي للصحف الأسبوعية البديلة في أمريكا الشمالية . وقد صدّقت وزارة العدل على الصفقة، وفي 31 يناير 2006، اندمجت الشركتان في شركة واحدة وأصبحت تعرف باسم مؤسسة فيلادج فويس ميديا. 
توسعت شركة فونيكس ميديا/كوميونيكيشنز جروب (Phoenix Media/Communications Group)، مالكة صحيفة بوسطن الأسبوعية بوسطن فونيكس، إلى مدينة بروفيدنس، رود آيلاند في عام 1988 بشرائها صحيفة نيوبيبر (NewPaper)، التي تغير اسمها إلى بروفيدنس فونيكس (Providence Phoenix). وفي عام 1999، توسعت الشركة أكثر عبر نيو إنجلاند إلى بورتلاند، ماين مع إصدار صحيفة بورتلاند فونيكس (Portland Phoenix). ومنذ عام 1992 حتى عام 2005، امتلكت الشركة صحيفة ورسستر فونيكس (Worcester Phoenix) في ورسستر، ماساتشوستس وتولت إدارتها، ولكن قامت الشركة بإغلاق هذا الفرع بسبب تضاؤل المشهد الفني في مدينة ورسستر.
ومع ذلك، ما زال هناك عدد من الصحف البديلة التي يديرها أصحابها وليست ضمن سلاسل من الصحف، من بينها كولومبيا سيتي بيبر (Columbia City Paper) في كولومبيا، كارولاينا الجنوبية ومترو سيليكون فالي (Metro Silicon Valley) في سان هوزيه، كاليفورنيا|سان هوزيه وبيتسبرغ سيتي بيبر (Pittsburgh City Paper) في بيتسبرغ وسولت ليك سيتي ويكلي (Salt Lake City Weekly) وسان فرانسيسكو باي جارديان وسان دييغو ريدر (San Diego Reader) وصحيفة إسموث|إسموث (Isthmus) في مدينة ماديسون، ويسكونسن وبولدر ويكلي (Boulder Weekly) و«سكند سابر» (The Second Supper) في لا كروس، ويسكونسن وويلاميت ويك (Willamette Week) في بورتلاند، أوريغون وإندبندنت ويكلي (Independent Weekly) في مثلث البحث|منطقة المثلث بكارولاينا الشمالية وياس! ويكلي (Yes! Weekly) في منطقة بيدمونت ترياد في كارولاينا الشمالية وأوستن كرونيكل (Austin Chronicle) في تكساس وآرت فويس (Artvoice) في بافلو، نيويورك وأكواريان ويكلي (Aquarian Weekly) في شمال جيرسي وكولورادو سبرينجز إندبندنت (Colorado Springs Independent) ونوكسفيل فويس (Knoxville Voice) في نوكسفيل، تينيسي.
وتضم الأمثلة الكندية على الصحف البديلة التي يديرها أصحابها وليست ضمن سلاسل من الصحف صحيفة ذا جورجيا ستريت (The Georgia Straight) في فانكوفر وناو (مجلة)|مجلة ناو (NOW) في تورنتو وفوي ويكلي (Vue Weekly) في إدمونتون وذا كوست (The Coast) في هاليفاكس. كذلك، من أمثلة هذه الصحف خارج الولايات المتحدة وكندا صحيفة بي سي إن ميس في برشلونة. 